# CR-Baureihe SS1
Die CR-Baureihe SS1 (chinesisch 韶山3, Pinyin Shaoshan 3) sind Wechselstrom-Elektrolokomotiven der chinesischen Staatsbahnen mit der Achsfolge Co’Co’. Die Leistung der SS1 beläuft sich auf 3780 kW. Die SS1 ist eine schwere elektrische Güterzuglokomotive mit sechs Achsen und wurde vom CSR-Werk in Zhuzhou entwickelt und gebaut und ist die erste chinesische Elektrolokomotive.

## Entwicklungsgeschichte
Auf der Grundlage der Elektrolokomotive N60 wurde 1958 in der VR China mit Unterstützung der UdSSR die erste chinesische Streckenelektrolokomotive mit der Bezeichnung 6Y1 entwickelt. Bis 1968 wurden insgesamt sieben Elektrolokomotiven gebaut.
Die erste Prototyplokomotive, 6Y1-001, die einen Quecksilberdampfgleichrichter verwendete, wurde 1958 hergestellt. Weitere sechs Prototypen (002 bis 007) wurden zwischen 1962 und 1966 hergestellt. Ab Nr. 004 wurde ein Halbleiter-Gleichrichter auf Basis von Siliziumdioden verwendet.
Ab 1968 trug die Lokomotive den Bezeichnung SS1 und wurde bis 1988 in Serie produziert. Insgesamt wurden 819 Elektrolokomotiven der Baureihe SS1 gebaut.
Die SS1-Lokomotiven wurden bis 2014 weitgehend aus dem aktiven Dienst genommen. Die SS9 wird die SS1 ersetzen.